# Teatro Apolo (película)
Teatro Apolo es una película española musical estrenada en 1950, dirigida por Rafael Gil y protagonizada en los papeles principales por Jorge Negrete y María de los Ángeles Morales. La película toma su título del Teatro Apolo de Madrid.

## Sinopsis
Miguel, un joven mexicano, hijo de un rico emigrante español establecido en México, viene a España a liquidar los negocios de su padre. En Madrid conoce y se enamora de Celia, una corista del teatro Apolo que quiere convertirse en cantante de zarzuela. El padre de Miguel no acepta a su novia y le retira su ayuda económica, por lo que Celia decide dejarlo para no perjudicarle y huir con un antiguo pretendiente. Miguel se queda en Madrid, desheredado por su padre y malgastando sus últimas pertenencias con la esperanza de que ella regrese. Años después se vuelven a encontrar e inician una exitosa carrera artística. Pasados los años, el teatro es derruido para construir un banco. Miguel, ya anciano, siente que con su desaparición se va gran parte de los mejores años de su vida.

## Reparto
- Jorge Negrete como Miguel Velasco
- María de los Ángeles Morales como Celia Morales
- Juan Espantaleón  como Don Antonio
- Julia Lajos  como Doña Flora
- Félix Fernández como Viñot
- María Asquerino como Elena Ramos
- Luis Hurtado como Ramón Valle
- Manuel Arbó como Don Feliciano Velasco
- Francisco Pierrá como	Don Francisco
- Luis Pérez de León
- Arturo Marín como	Administrador del teatro
- Marisa de Leza
- José Prada
- José María Mompín
- Mónica Pastrana
- Carlos Díaz de Mendoza
- Juan Antonio Riquelme  como Aspirante a sustituir
- Fernando Aguirre
- Rafael Arcos como Miguelito
- Emilio Santiago